# Alsodes barrioi
Espèce
Statut de conservation UICN

 EN B1ab(iii) : En danger
Alsodes barrioi est une espèce d'amphibiens de la famille des Alsodidae.

## Répartition et habitat
Cette espèce est endémique de la province de Malleco dans la région d'Araucanie au Chili. Elle se rencontre entre 1 000 et 1 500 m d'altitude à Estero Cabrería dans la cordillera de Nahuelbuta.
Elle est présente près des cours d'eau de montagne. La végétation environnante est majoritairement composée de Nothofagus et de Araucaria araucana.

## Étymologie
Cette espèce est nommée en l'honneur d'Avelino Barrio (1920–1979).

## Publication originale
- Veloso, Diaz, Iturra & Penna, 1981 : Descripción de una nueva especie de telmatobino género Alsodes (Amphibia, leptodactylidae) de la cordillera de Nahuelbuta (sur de Chile). Medio Ambiente, vol. 5, p. 72-77.